# Zacatecoluca
Zacatecoluca est une municipalité du département de La Paz au Salvador.